# Yamato – The Last Battle
Yamato – The Last Battle (jap. 男たちの大和, Hepburn Otoko-tachi no yamato, Die Männer der Yamato) ist ein japanischer Kriegsfilm aus dem Jahre 2005. Thematik des Films ist das Leben auf dem Schlachtschiff Yamato während des Pazifikkrieges sowie die letzte Schlacht und Versenkung des Schiffes im Ostchinesischen Meer. Der Film kam am 17. Dezember 2005 in die japanischen Kinos und ist mit einem Produktionsbudget von 2,5 Milliarden Yen (ca. 19,5 Millionen Euro) und einem Einspielergebnis von 5,11 Milliarden Yen (ca. 40 Millionen Euro) der bis heute erfolgreichste Film in Japan.

## Handlung
Der Film befasst sich im Wesentlichen mit der Zeit, die der Kanonier Katsumi Kamio als Rekrut in der japanischen Marine zubringt. Hierzu findet das Stilmittel der Rückblende Anwendung.
Zu Anfang wird eine junge Frau, Makiko Uchida, gezeigt, die im Japan der Gegenwart in einem Fischereihafen um einen Transfer zur Untergangsstelle der Yamato ersucht. Man weist sie ab, es sei irrsinnig, dorthin zu fahren und zudem noch sehr gefährlich. Zuletzt macht sie Bekanntschaft mit dem alten Fischer Katsumi, der in seiner Jugend als Rekrut auf der Yamato gedient und an ihrer letzten Schlacht teilgenommen hatte. Als Katsumi erfährt, dass sie eine Adoptivtochter seines ehemaligen Vorgesetzten, des Hauptgefreiten Uchida, ist, erklärt er sich bereit, Frau Uchida mit seinem Fischerboot zur Untergangsstelle der Yamato zu bringen. 
Während der sich anschließenden Fahrt erzählt Katsumi seiner Begleiterin und seinem 15-jährigen Gehilfen Atsushi die Geschichte um die Yamato. Die Rückblende zeigt, wie er im Alter von 15 Jahren, seinem Bruder folgend, sich als Freiwilliger zur Marine begibt.
Katsumi wird wegen der stark verkürzten Rekrutenausbildung direkt auf die Yamato eingeschifft. Dort lernt er schnell einige Kameraden kennen, die alle schon ihre eigene Kriegsgeschichte mitgebracht haben. Gemeinsam ergeht man sich in patriotischen Treueschwüren, dass man sein Leben im Geiste des Bushidō geben würde und kämpfen wolle bis zum letzten Blutstropfen. Die Vorgesetzten sind schon etwas nüchterner, Hauptgefreiter Uchida und Unteroffizier Moriwaki messen oft ihre Kraft im Judo, wobei es keinen klaren Sieger gibt. Der Film verarbeitet in dieser Phase oft die verschiedenen Aspekte des damaligen Bushido-Geistes, etwa die Haltung des Mannes zur Mannschaft.
Das erste Gefecht des Films ist die See- und Luftschlacht im Golf von Leyte. Hier wird die Yamato von amerikanischen Sturzkampfbombern angegriffen, und nur durch Glück kommt die Yamato mit einem blauen Auge davon. Während des Gefechts sind die Protagonisten als Kanoniere der leichten Flugabwehrbatterien eingesetzt. Als der Richtschütze der Batterie (bestehend aus den Schwalbennestern an der Steuerbordflanke der Zitadelle) verletzt wird, springt Uchida sofort in die Bresche, und nach einigen Abschüssen wird auch er getroffen und verliert sein linkes Auge. Auch seine linke Schulter ist verletzt.
Dann rückt der Auslauftermin für die Operation Ten-gō, den letzten Einsatz der Yamato, immer näher. Die Soldaten erhalten noch einmal Landurlaub. Die Offiziere und Mannschaften besuchen Verwandte, bringen und erhalten Geschenke, und Katsumi muss von seiner Freundin Taeko erfahren, dass seine Mutter bei einem Tieffliegerangriff ums Leben gekommen ist. Sein Bruder ist bei Leyte gefallen, und er ist nun der letzte Überlebende seiner Familie. Taeko erzählt, sie werde nach Hiroshima gehen und dort in einer Munitionsfabrik arbeiten.
In der Offiziersmesse wird den Offizieren die neue Mission der Yamato mitgeteilt. Man solle bei der Schlacht um Okinawa die Küstenbatterien bei der Verteidigung unterstützen. Die Gegenfragen der Soldaten fördern zutage, dass es keine Luftunterstützung geben wird und auch nur ein Zerstörergeschwader zur Verfügung steht, um die Yamato zu eskortieren. Es ist allen Anwesenden klar, dass es sich um eine Selbstmordmission ohne jegliche Erfolgsaussicht handelt.
Am nächsten Morgen läuft die Yamato aus. In der Nacht haben die Soldaten in einem Fest vom Leben Abschied genommen. In der Mittagszeit wird das Schiff, das zu Geheimhaltungszwecken noch Zickzack fährt, von Flugbooten entdeckt und nimmt nun geraden Kurs auf Okinawa. Es kommt zu einer gigantischen Schlacht, in der die Flugabwehrsoldaten versuchen, die Torpedo- und Sturzkampfbomber auf Distanz zu halten. Noch gelingt es dem schnellen und wendigen Schiff, einigen Torpedos auszuweichen, doch schließlich ist der Wassereinbruch zu groß, und zum Erhalt der Neutrallage muss gegengeflutet werden. Die Yamato liegt nun viel tiefer im Wasser und macht kaum noch Fahrt. Nun schlagen in schneller Folge viele Torpedos ein. Der eigenmächtig an Bord befindliche Uchida hat sich zu „seiner“ Batterie begeben und unterstützt sie beim Abwehrkampf. Schließlich sind an ihrem Geschütz Nr. 4 nur noch Moriwaki, Uchida und Katsumi am Leben. Das Deck ist dicht an dicht mit Leichen und abgetrennten Gliedmaßen übersät. Soldaten verlieren den Verstand oder suizidieren sich mit ihrem Offiziersdolch.
Als die Yamato nicht mehr zu halten ist, gibt der kommandierende Vizeadmiral das Kommando zur Aufgabe des Schiffs. Moriwaki und Uchida sind mittlerweile selbst verwundet und zwingen Katsumi zum Verlassen des Schiffs. Katsumi erhält als Andenken den Dolch Uchidas, den er von Admiral Yamamoto für seine Dienste verliehen bekommen hat, als die Yamato das Flaggschiff der Flotte war. Man sieht, wie die schwer verwundeten Moriwaki und Uchida noch ihre Magazine leerfeuern; danach fegt eine Explosion sie von ihren Sitzen. Die Yamato kentert und explodiert.
Katsumis Freundin Taeko wird beim Angriff auf Hiroshima getötet, und er besucht die Mutter eines Kameraden. Am Ende verstreut Frau Uchida die Asche ihres kürzlich verstorbenen Vaters über der Yamato, und sie treten die Heimfahrt an. Man erfährt, dass der Name von Katsumi Kamios Fischerboot jener ist, den Taeko auf ihrem Sterbebett für ein Boot vorgeschlagen hatte, das sie in ihrer gemeinsamen Zukunft hatten anschaffen wollen.

## Replika für Film

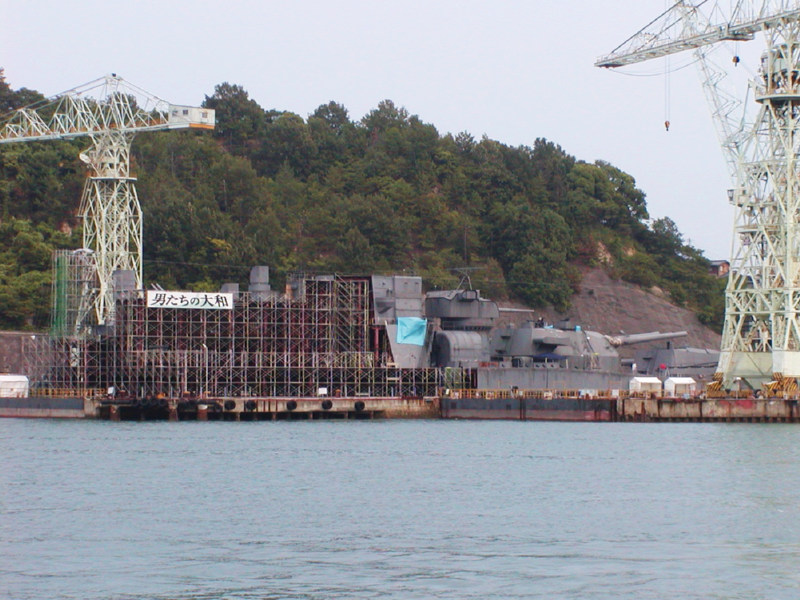
Gesamtansicht des Modells

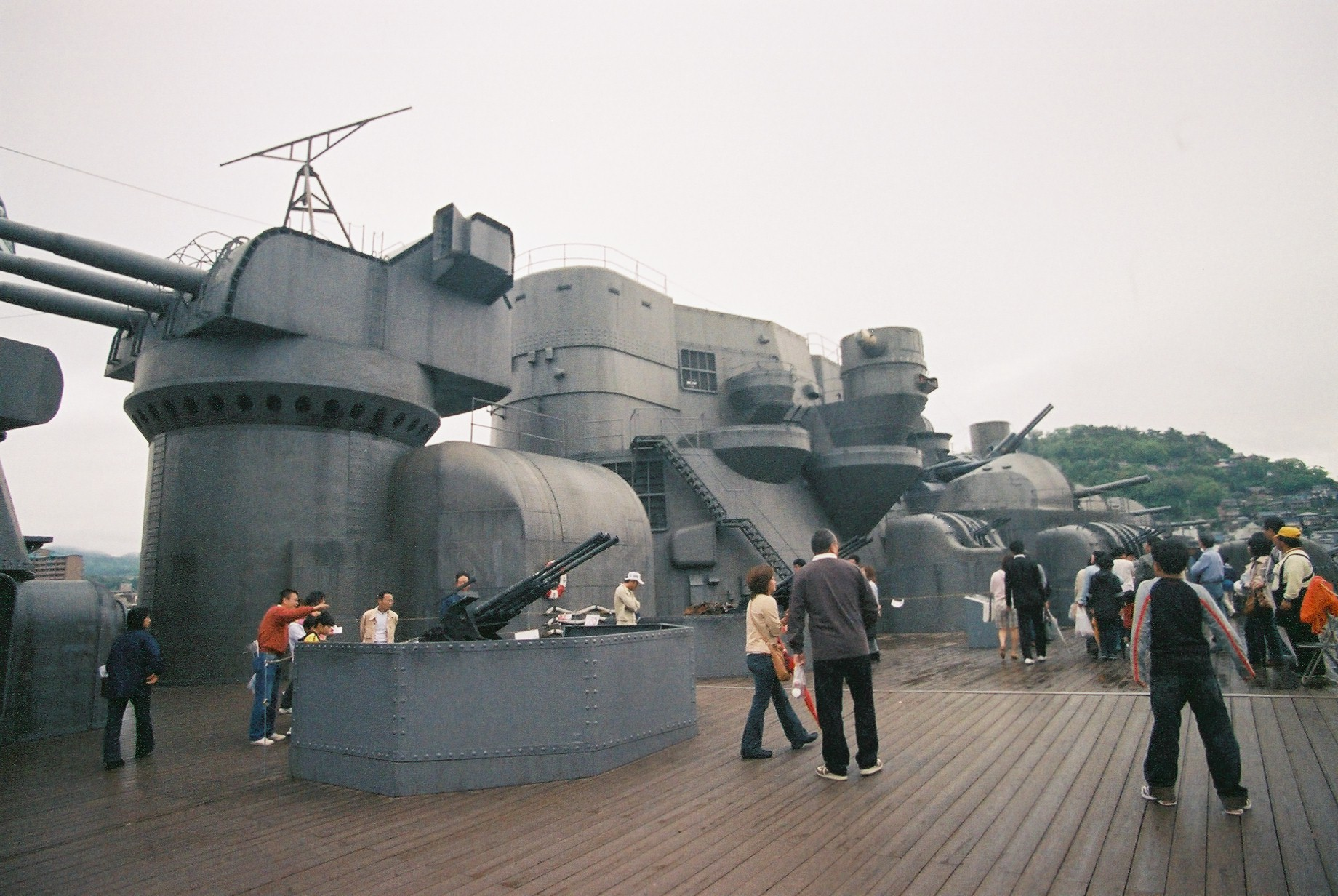
Ansicht des Modells

Für den Film wurde die vordere Hälfte des Überwasserschiffs als 1:1-Modell auf der Mukaishima-Werft in Onomichi nachgebaut. Dieses Modell, im Jahr 2006 kurzzeitig zugänglich für Besucher, endete oberhalb des Kommandostandes und weist auch sonst einige Unterschiede zum Originalschiff auf. So gab es auf der Yamato die außen liegende Treppe am Brückenturm in der Bildmitte nicht, während sie im Film mehrfach verwendet wird.

## Auszeichnungen

### 2006
Blue Ribbon Award
- Beste Regie – Junya Sato

Hochi Film Awards
- Bester neuer Schauspieler – Ken’ichi Matsuyama

Nikkan Sports Film Awards
- Yujiro Ishihara Preis – Junya Sato

### 2007
Yokohama Film Festival
- Best New Talent – Ken’ichi Matsuyama

Japanese Academy Awards
- Bestes Szenenbild – Toshiyuki Matsumiya, Naruyuki Kondo
- Bester Ton – Nobuhiko Matsukage, Tetsuo Segawa

Außerdem nominiert:
- Bester Film
- Beste Regie – Junya Sato
- Beste Nebendarstellerin – Yū Aoi
- Bester Nachwuchsdarsteller – Ken’ichi Matsuyama
- Beste Musik – Joe Hisaishi
- Beste Kamera – Yoshinao Sakamoto
- Beste Beleuchtung – Takeshi Okubo
- Bester Schnitt – Takeo Yoneda